# Frank Cluskey
Frank Cluskey (irl. Proinsias Mac Bhloscaidh; ur. 8 kwietnia 1930 w Dublinie, zm. 7 maja 1989 tamże) – irlandzki polityk i działacz związkowy, deputowany krajowy i europejski, minister, działacz Partii Pracy i lider tego ugrupowania w latach 1977–1981.

## Życiorys
Naukę porzucił w wieku 12 lat, pracował później głównie jako rzeźnik. Został działaczem związkowym w ramach organizacji Workers’ Union of Ireland, w której kierowniczą funkcję pełnił jego ojciec. W latach 1954–1968 pełnił funkcję sekretarza oddziału WUI skupiającego rzeźników.
Zaangażował się w działalność polityczną w ramach Partii Pracy. W latach 60. zasiadał w radzie miejskiej Dublina, a od 1968 do 1969 sprawował urząd burmistrza irlandzkiej stolicy. W 1965 po raz pierwszy wybrany na posła do Dáil Éireann, z powodzeniem ubiegał się o reelekcję w 1969, 1973 i 1977. Nie uzyskał reelekcji w 1981, powrócił do niższej izby parlamentu w wyniku wyborów z lutego 1982, utrzymując mandat w głosowaniach z listopada 1982 oraz z 1987. Reprezentował krajowy parlament w Zgromadzeniu Parlamentarnym Rady Europy (1967–1973).
Od marca 1973 do maja 1977 zajmował stanowisko parlamentarnego sekretarza przy ministrze zabezpieczenia społecznego. W 1977 został nowym liderem Partii Pracy, utracił tę funkcję po nieobronieniu mandatu poselskiego w wyborach z 1981. Od 1981 do 1982 zasiadał w Parlamencie Europejskim I kadencji. W latach 1982–1983 sprawował urząd ministra handlu i turystyki w gabinecie Garreta FitzGeralda.